# Ritorni (album)
Ritorni è un album di Enzo Draghi pubblicato nel 2009 dalla Primula Recors.

## Il disco
L'opera è formata da undici brani strumentali, dei quali nove composti in maniera originale dallo stesso Enzo Draghi utilizzando per le melodie una fisarmonica, la sua personale Dallapè del 1960.

## Tracce
1. Ritorni – 3:41 (musica: E. Draghi)
2. Mistero Latino – 4:33 (musica: E. Draghi)
3. Promenade – 4:00 (musica: E. Draghi)
4. Express Tango – 5:52 (musica: E. Draghi)
5. Masurka d'Ivan – 4:03 (musica: E. Draghi)
6. Metrò – 3:57 (musica: E. Draghi)
7. La bela nueva – 4:51 (musica: E. Draghi)
8. Indifference (latin version) – 5:12 (musica: T.Murena)
9. Apasionada – 4:33 (musica: Draghi)
10. Senza fine – 4:30 (musica: Paoli)
11. Tag swing blues – 4:34 (musica: E. Draghi)

Durata totale: 49:46

## Produzione
- Effelle, Primula Records, PA74 Music, iTunes.